# 뇌 (소설)
《뇌》(프랑스어 원제: L' Ultime Secret, 최후의 비밀)는 프랑스의 소설가 베르나르 베르베르의 장편소설이다.